# The Even Stevens Movie
The Even Stevens Movie (título en español: Mano a mano: La película) es una Película Original de Disney Channel transmitida por primera vez en Estados Unidos el 13 de junio de 2003, por Disney Channel. Está basada en la Serie Original de Disney Channel, Even Stevens, sirviendo como final de la serie.

## Reparto
- Shia LaBeouf - Louis Stevens
- Christy Carlson Romano - Ren Stevens
- Donna Pescow - Eileen Stevens
- Tom Virtue - Steve Stevens
- Nick Spano - Donnie Stevens
- Steven Anthony Lawrence - Beans
- Tim Meadows - Miles McDermott
- A. J. Trauth - Alan Twitty
- Margo Harshman - Tawny Dean
- Fred Meyers - Tom
- Dave Coulier - Lance LeBow
- Keone Young - Chief Tuka
- Lauren Frost - Ruby
- Walker Howard - Laylo/Patrick Green
- Josh Keaton - Mootai/Jason
- Kyle Gibson - Gil
- George Anthony Bell - Director Wexler

## Estreno en VHS y DVD
The Even Stevens Movie fue estrenada en DVD y VHS el 28 de junio de 2005.
- Datos: Q659953